# لاپتو لوگ
لاپتو لوگ (به لاتین: Laptev Log) یک منطقهٔ مسکونی در روسیه است که در سرزمین آلتای واقع شده‌است.